# Британский союз орнитологов
Британский союз орнитологов (British Ornithologists’ Union, BOU) был основан 9 декабря 1858 года 20-ю учёными, среди которых были Альфред Ньютон, Генри Морис Драммонд-Хай и Генри Бейкер Тристрам. После Немецкого общества орнитологов, основанного в 1850 году, это вторая старейшая орнитологическая организация. Она поддерживает во всём мире учёных и наблюдателей, изучающих птиц, и способствует таким образом исследованию птиц и их сохранению. С 1859 года союз издаёт журнал «Ибис». Этот журнал выходит в свет ежеквартально, являясь ведущим  журналом о птицах. Много видов птиц были описаны и проиллюстрированы в нём впервые, в том числе художником Йоханнесом Герардом Кёлемансом. С 2002 года «Ибис» доступен в режиме онлайн на сайте John Wiley & Sons. Следующей публикацией БСО является List of Birds of Great Britain (Список птиц Великобритании), ранее называвшийся List of British Birds (Список птиц Британии). Он выходит с 1883 года и в нём перечислены все виды птиц, распространённые в Великобритании.
Организация регулярных встреч, семинаров и конференций являются задачами БСО, где наблюдатели птиц и другие орнитологи могут узнать о всемирной деятельности. Правление БСО находится на территории Зоологического музея имени Уолтера Ротшильда в Тринге в графстве Хартфордшир.
До сих пор единственная женщина стояла во главе организации. Джанет Кер, участвовавшая в 1960-е годы в мероприятиях по спасению гавайской казарки, руководила БСО с 1990 по 1994 годы.

## Президенты БСО
- 1858—1867: Генри Морис Драммонд-Хей (1814—1896) en:Henry Maurice Drummond-Hay
- 1867—1896: лорд Лилфорд (1833—1896) Lord Lilford
- 1896—1913: Фредерик Дьюкейн Годман (1834—1919)
- 1913—1918: Роберт Джордж Вардло-Рамзай (1852—1921)
- 1918—1921: Уильям Игл Кларк (1853—1938) en:William Eagle Clarke
- 1921—1922: Генри Джон Элвис (1846—1922)
- 1923—1928: лорд Ротшильд (1868—1937)
- 1928—1933: Уильям Склейтер (1863—1944)
- 1933—1938: Гарри Уизэрби (1873—1943)
- 1938—1943: сэр Норман Бойд Киннер (1882—1957) Sir en:Norman Boyd Kinnear
- 1943—1948: Перси Ройкрофт Лоу (1870—1948)
- 1948—1955: сэр Артур Лэндсборо Thomson (1890—1977) Sir en:Arthur Landsborough Thomson
- 1955—1960: Уильям Хомэн Торп (1902—1986) en:William Homan Thorpe
- 1960—1965: Реджинальд Эрнест Моро (1897—1970)
- 1965—1970: В. К. Винн-Эдвардс (1906—1997) en:V. C. Wynne-Edwards
- 1970—1975: Гай Мунтфорт (1905—2003) en:Guy Mountfort
- 1975—1979: сэр Хью Эллиот (1913—1989) Sir en:Hugh Elliott, 3rd Baronet
- 1979—1983: Стэнли Крэмп (1913—1987) en:Stanley Cramp
- 1983—1987: Джеймс Ф. Монк James F. Monk
- 1987—1990: Дэвид Сноу en:David Snow (ornithologist)
- 1990—1994: Джанет Кер (1933—2004) en:Janet Kear
- 1994—1999: Джон Кроксол en:John Croxall
- 1999—2003: Иан Ньютон en:Ian Newton
- 2003—2007: Кристофер Перринс en:Christopher Perrins
- В настоящее время президент Алистер Доусон (Центр Экологии&Гидрологии)